# تپه باغبانان ۱
تپه باغبانان ۱ مربوط به قرون میانی اسلامی است و در شهرستان خرم‌آباد، بخش پاپی، دهستان گریت، ۸۰۰ متری شمال غربی روستای پری مرده واقع شده و این اثر در تاریخ ۸ بهمن ۱۳۸۵ با شمارهٔ ثبت ۱۶۹۹۳ به عنوان یکی از آثار ملی ایران به ثبت رسیده است.